# Anthurium smaragdinum
Anthurium smaragdinum är en kallaväxtart som beskrevs av George Sydney Bunting. Anthurium smaragdinum ingår i släktet Anthurium och familjen kallaväxter. Inga underarter finns listade.